# Bill of Attainder
Eine Bill of Attainder (auch Act oder Writ of Attainder; wörtlich etwa „Gesetzentwurf bzw. Vorbereitung einer Ehrloserklärung bzw. In-die-Acht-Erklärung“) war im englischen Common Law die Verurteilung einer Person durch das Parlament. Die Delinquenten verloren alle ihre Rechte, so dass ihr Besitz eingezogen wurde und alle Titel und sonstigen Ehren oder Privilegien erloschen. Entsprechend konnten diese nicht an eventuelle Nachkommen vererbt werden. 
Das englische Parlament agierte bei dem Verfahren, von dem nur in äußerst seltenen Fällen Gebrauch gemacht wurde, anstelle eines ordentlichen Gerichtshofs und seine Mitglieder als Geschworene. Durch eine Bill of Attainder konnten vorherige Gerichtsbeschlüsse aufgehoben werden. Das Urteil des Parlaments bedurfte jedoch der Bestätigung durch den König. Das Verfahren war in der Regel kein rechtlicher, sondern ein politischer Akt. In England wurde die Möglichkeit einer Parlamentsverurteilung, die zunehmend als Willkürakt kritisiert wurde, 1870 abgeschafft.
Eines der bekanntesten Beispiele für eine Bill of Attainder war die Verurteilung von Thomas Wentworth, 1. Earl of Strafford, des wichtigsten Beraters König Karls I. von England, durch das House of Commons im Jahr 1641.
In der US-amerikanischen Verfassung sind Bills of Attainder als Verletzung der Gewaltenteilung, mit der Exekutive und Legislative in den Zuständigkeitsbereich der Judikative eingriffen, von vornherein verboten.

## Liste der ausgesprochenenBills of Attainder(Auswahl)
- Hugh le Despenser, 1321
- George Plantagenet, 1. Duke of Clarence, 1478
- Elizabeth Barton, 1534
- Adrian Fortescue, 1539
- Thomas Cromwell, 1540, Lordsiegelbewahrer Heinrich VIII.
- Margaret Pole, 8. Countess of Salisbury, 1541
- Catherine Howard, 1542
- Jane Boleyn, 1542
- Thomas Seymour, 1. Baron Seymour of Sudeley, 1549
- Thomas Wentworth, 1. Earl of Strafford, 1641, Berater von Karl I.
- William Laud, Erzbischof von Canterbury, 1645
- Thomas Osborne, Lord Danby, 1679, Schatzkanzler von Karl II.
- Algernon Sidney, 1683, Politiker und politischer Denker, 1688 wieder zurückgezogen
- James Scott, 1. Duke of Monmouth, 1685, illegitimer Sohn von Karl II.
- Edward Fitzgerald, 1798, Anführer des Irischen Aufstandes von 1798